# Дослідження Іо

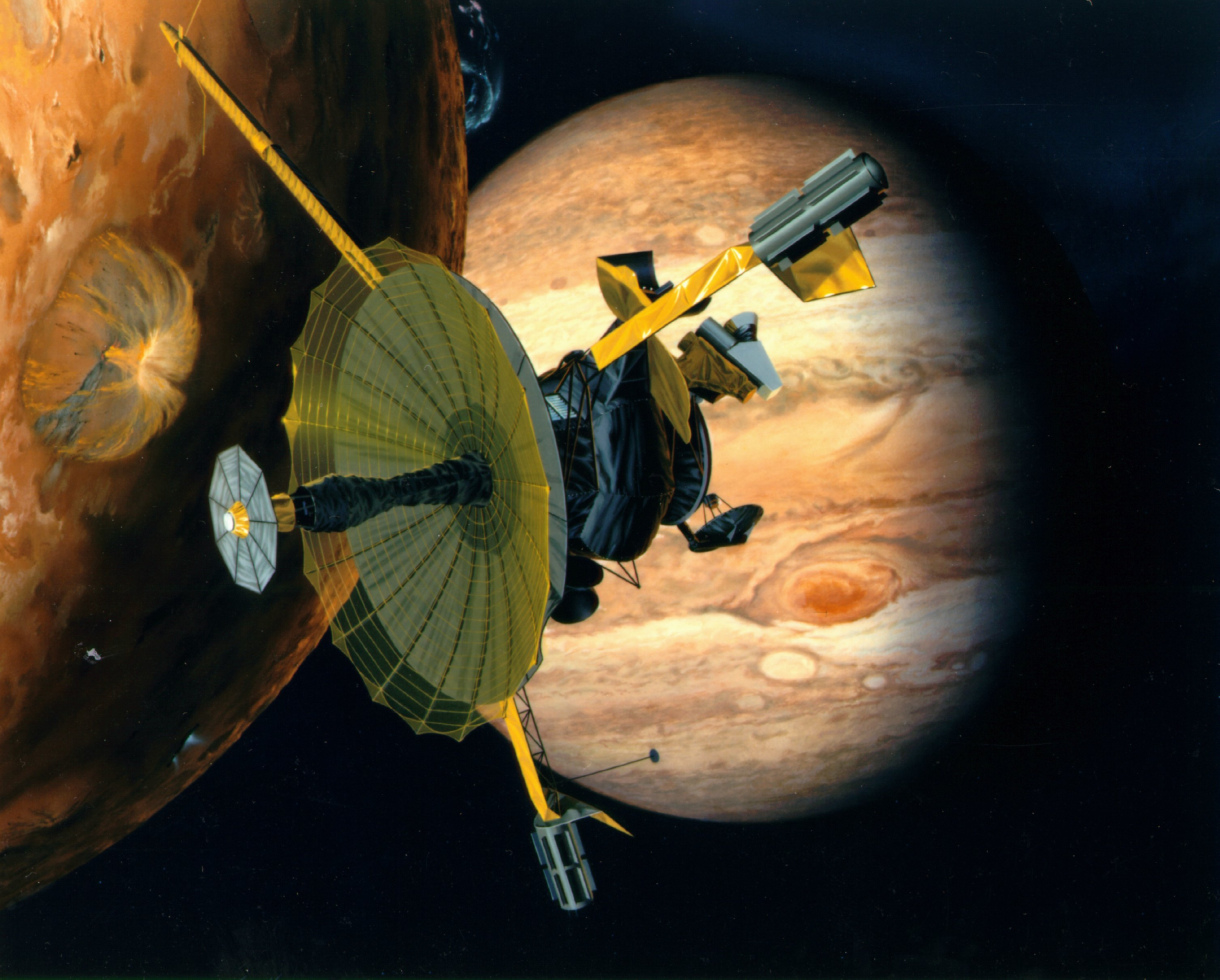
Картина, що ілюструє проліт космічного корабля «Галілей» повз Іо

Дослідження Іо, третього за величиною галілеєвого супутника Юпітера, почалося з відкриття цих супутників в 1610 році і триває по цей час завдяки спостереженням із Землі та дослідженням космічними апаратами системи Юпітера. Італійський астроном Галілео Галілей був першим, хто спостерігав Іо 8 січня 1610 року, хоча Симон Маріус, також спостерігав Іо приблизно в той же час, однак заявив про свої спостереження пізніше за Галілея. Протягом 17 століття спостереження за Іо та іншими супутниками Галілея допомогли картографам і геодезистам виміряти довготу, підтвердити третій закон Кеплера про рух планет і виміряти швидкість світла.     
На основі ефемерид, створених астрономом Джованні Кассіні та іншими вченими, П’єр-Сімон Лаплас створив математичну теорію, щоб пояснити орбітальний резонанс трьох супутників Юпітера, Іо, Європи та Ганімеда. Пізніше виявлено, що цей резонанс має великий вплив на геологію супутників Юпітера. Вдосконалені телескопи наприкінці 19—20 століть дали змогу астрономам розпізнати глобальні особливості поверхні Іо, а також оцінити його діаметр і масу.
Можливість спостерігати за Іо зблизька дала поява космічних польотів без екіпажу в 1950-х і 1960-х роках. У 1960-х роках виявлено вплив Місяця на магнітне поле Юпітера. Прольоти двох зондів «Піонер 10» і «Піонер 11» у 1973 і 1974 роках забезпечили перше точне вимірювання маси й розміру Іо. Дані «Піонерів» також виявили інтенсивний пояс радіації поблизу Іо та припустили наявність атмосфери. 1979 року два космічні апарати «Вояджер» пролетіли через систему Юпітера. «Вояджер 1» під час свого прольоту в березні 1979 року вперше спостерігав активний вулканізм на Іо та дуже детально зобразив її поверхню, зокрема бік, який звернений до Юпітера. «Вояджери» спостерігали плазмовий тор Іо та діоксид сірки Іо атмосфера вперше. 1989 року НАСА запустило космічний апарат «Галілео», який вийшов на орбіту Юпітера в грудні 1995 року. «Галілео» зміг детально вивчити як планету, так і її супутники. Він зробив шість обльотів Іо в період з кінця 1999 до початку 2002 року, які забезпечили зображення високої роздільної здатності та спектри поверхні Іо, підтверджуючи наявність високотемпературного силікатного вулканізму на Іо. Віддалені спостереження Галілея дозволили планетологам вивчити зміни на поверхні, спричинені активним вулканізмом Місяця.
2016 року КА «Юнона» прибув до Юпітера, і хоча його місію розробили для вивчення атмосфери та внутрішньої частини Юпітера, вдалось виконати кілька віддалених спостережень за Іо за допомогою свого телескопа видимого світла JunoCAM, спектрометра ближнього інфрачервоного діапазону та пристрою JIRAM.
НАСА і Європейське космічне агентство планують повернутися до системи Юпітера в 2020-х роках. ЄКА планує запустити Jupiter Icy Moon Explorer (JUICE) для дослідження Ганімеда, Європи та Каллісто 2022 року, тоді як НАСА запустило Europa Clipper у 2024 році. Обидва апарати прибудуть до системи Юпітера наприкінці 2020-х і на початку 2030-х років. Вони зможуть отримати віддалені спостереження за Іо. Запропонована місія NASA Discovery, Io Volcano Observer, яка зараз проходить процес для відбору, досліджуватиме Іо як свою основну місію. Космічний телескоп Габбла, а також земні астрономи за допомогою вдосконалених телескопів, таких як Кек і Європейська південна обсерваторія і далі спостерігають за Іо. 

## Відкриття: 1610 рік

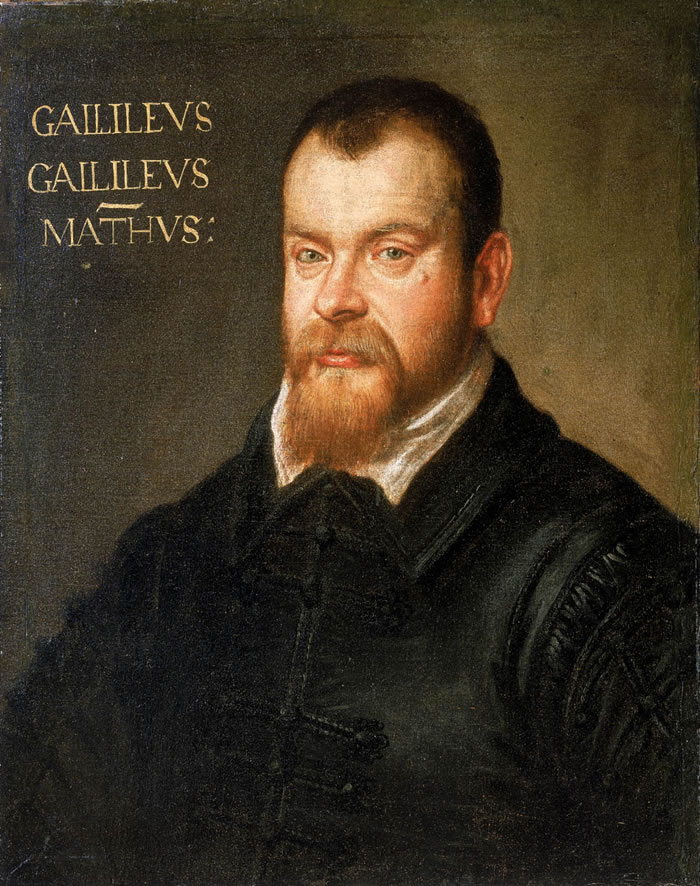
Галілео Галілей, першовідкривач Іо

7 січня 1610 року зробив перше зареєстроване спостереження Іо тосканський астроном Галілео Галілей за допомогою рефракторного телескопа з 20-кратною потужністю в Падуанському університеті у Венеціанській Республіці. Відкриття стало можливим завдяки винаходу телескопа в Нідерландах трохи більше ніж роком раніше та інноваціям Галілея щодо покращення збільшення нового інструменту. Під час спостереження за Юпітером увечері 7 січня Галілей помітив дві "зорі" на схід від Юпітера і ще одну на захід. Юпітер і ці три зорі спостерігалися на лінії, паралельній екліптиці. Найдальшою зорею на схід від Юпітера виявилася Каллісто, а зорею на захід від Юпітера був Ганімед.  Третя зоря, найближча на схід від Юпітера, була комбінацією світла від Іо та Європи, однак телескоп Галілея не зміг розділити два супутники на окремі точки світла. Галілей спостерігав Юпітер наступного вечора, 8 січня 1610 року, цього разу побачивши три зорі на захід від Юпітера, що свідчить про те, що Юпітер перемістився на захід від трьох зорей. Під час цього спостереження три зірки на лінії на захід від Юпітера були (зі сходу на захід): Іо, Європа та Ганімед.
Це був перший раз, коли Іо та Європа спостерігалися та реєструвалися як окремі точки світла, тому цю дату, 8 січня 1610 року, Міжнародний астрономічний союз використовує як дату відкриття двох супутників. Галілей і далі спостерігав за системою Юпітера протягом наступних півтора місяця. 13 січня Галілей вперше в одному спостереженні спостерігав усі чотири супутники Юпітера, які пізніше будуть знані як галілеєві, хоча він спостерігав усі чотири в різний час у попередні дні. 15 січня Галілей спостерігав за рухом трьох із цих супутників, зокрема Іо, та дійшов висновку, що ці об’єкти не є фоновими зорями, а насправді «трьома зорями на небі, які рухаються навколо Юпітера, як Венера і Меркурій навколо Сонця». Це були перші відкриті супутники іншої планети, крім Землі.
Відкриття Іо та інших галілеєвих супутників Юпітера були опубліковані в Sidereus Nuncius Галілея в березні 1610 року. Він запропонував назву цим супутникам Medicea Sidera (зорі Медічі) на честь своїх нових покровителів, родини Медічі з Флоренції. Спочатку він запропонував назвати їх Cosmica Sidera (зорі Козімо) на честь глави родини Козімо II Медічі, але і Козімо, і Галілей вирішили змінити назву на честь родини в цілому. Однак Галілей не назвав кожного з чотирьох супутників окремо, окрім системи нумерації, в якій Іо згадувалась як Юпітер I. До грудня 1610 року, завдяки публікації Sidereus Nuncius, новина про відкриття Галілея поширилася по всій Європі. Оскільки на той час потужні телескопи, такі як телескоп Галілея, стали доступнішими, інші астрономи, такі як Томас Гарріот в Англії, Ніколя-Клод Фабрі де Пейреск і Жозеф Готьє де ла Валетт у Франції, Йоганн Кеплер у Баварії та Крістофер Клавій у Римі, змогли спостерігати Іо та інші зорі Медікеї восени та взимку 1610–1611 років. 